# Chemik Polski
Chemik Polski – pierwsze polskie chemiczne czasopismo naukowe wydawane w latach 1901–1918. Tygodnik (później dwutygodnik) poświęcony wszystkim gałęziom chemii teoretycznej i stosowanej. Pismo wydawane było w Warszawie początkowo przez J. Leskiego, a od 1908 roku przez Bolesława Miklaszewskiego. 
Pierwszym redaktorem naczelnym był Bronisław Znatowicz. Od numeru 1 z 1917 jako redaktor i wydawca figurował Tadeusz Miłobędzki.